# Ye Weichao
Ye Weichao (叶伟超S, Yè WěichāoP; Canton, 18 febbraio 1989) è un ex calciatore cinese, di ruolo attaccante.

## Palmarès

### Club

#### Competizioni nazionali
- Campionato cinese: 2

Guangzhou Evergrande: 2011, 2012
- Coppa della Cina: 1

Guangzhou Evergrande: 2012
- Supercoppa di Cina: 1

Guangzhou Evergrande: 2012